# Zeekr 007
Zeekr 007 — електромобіль, що випускається китайською компанією Zhejiang Geely Holding Group під брендом Zeekr. 
Дебютував 17 листопада 2023 року на автосалоні в Гуанчжоу. Це четверта модель під брендом Zeekr.

## Опис

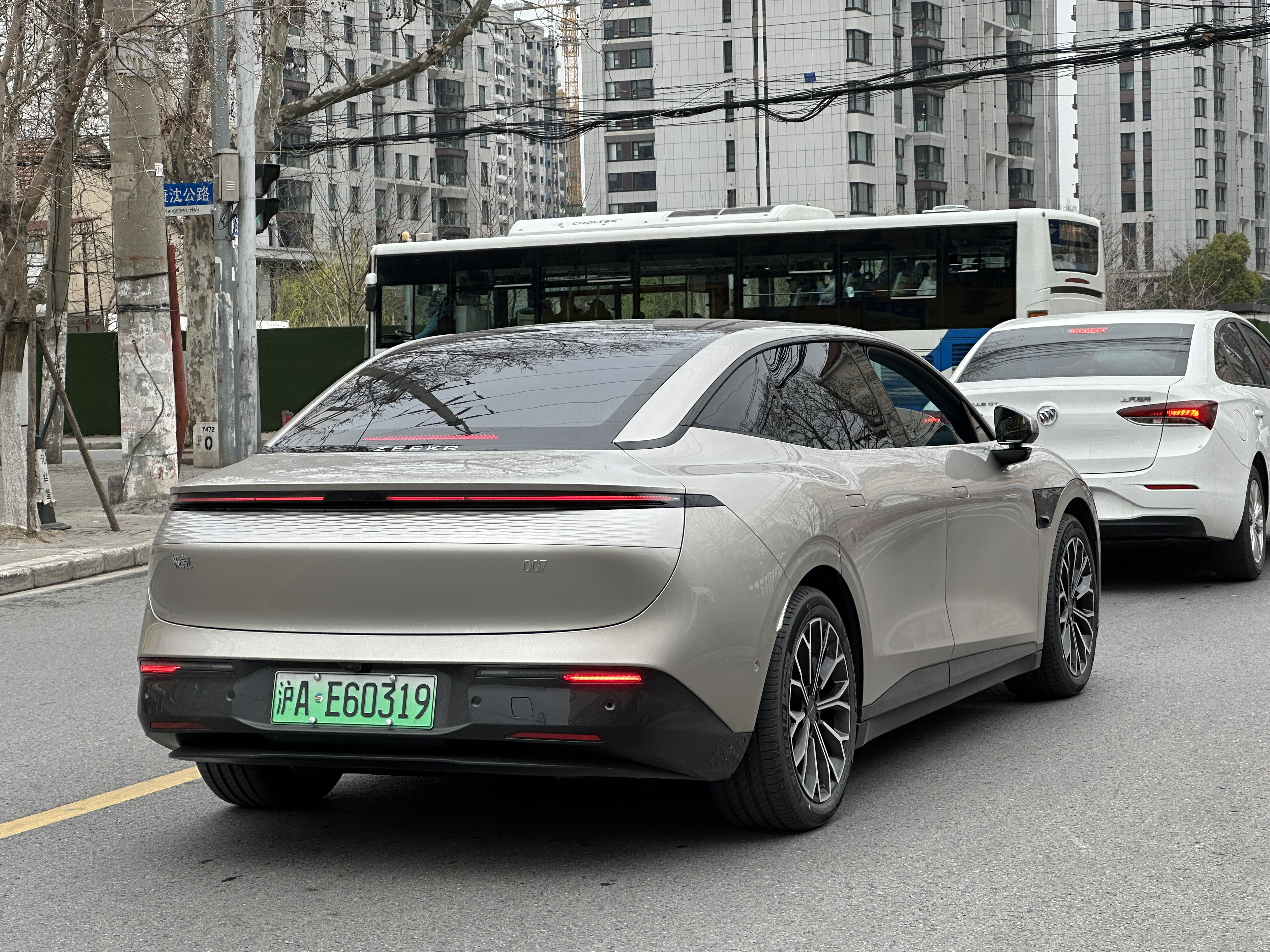
Вид ззаду

Zeekr 007 оснащений лідаром, 12 камерами та чіпом Nvidia Orin-X для підтримки високошвидкісної автономної системи допомоги водієві NZP, яка охоплює весь Материковий Китай.

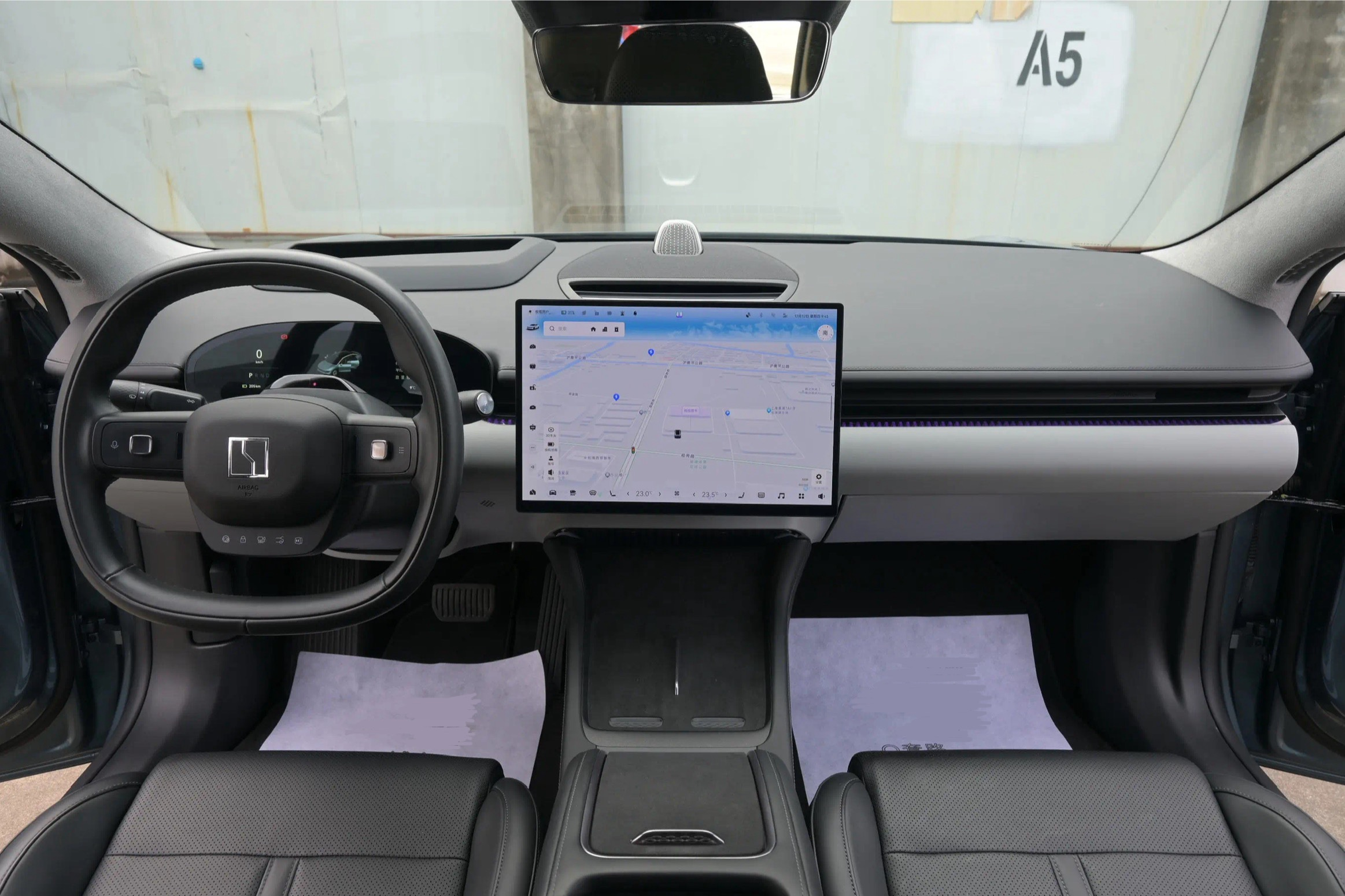

У салоні є 15,05-дюймовий сенсорний екран з підтримкою технології штучного інтелекту Kr GPT і чіпом Snapdragon 8295 компанії Qualcomm. На панелі приладів 35,5-дюймовий рідкокристалічний дисплей AR-HUD.
14 березня 2025 року офіційно представили версію в кузові універсал під назвою 007 GT.

## Технічні характеристики
Задньопривідний Zeekr 007 оснащений одним електродвигуном потужністю 310 кВт (415 к.с.). Розгін до 100 км/год відбувається за 5,4 секунди.
Повнопривідна модифікація оснащена двома електродвигунами потужністю 475 кВт (636 к.с.). Розгін до 100 км/год відбувається за 2,84 секунди.
За циклом CLTC запас ходу становить 688—870 км.